# Apamea indela
Apamea indela är en fjärilsart som beskrevs av Smith 1910. Apamea indela ingår i släktet Apamea och familjen nattflyn. Inga underarter finns listade i Catalogue of Life.